# モスクーフォ
モスクーフォ（イタリア語: Moscufo）は、イタリア共和国アブルッツォ州ペスカーラ県にある、人口約3,100人の基礎自治体（コムーネ）。

## 地理

### 位置・広がり

#### 隣接コムーネ
隣接するコムーネは以下の通り。
- カッペッレ・スル・ターヴォ
- コッレコルヴィーノ
- ロレート・アプルティーノ
- ピアネッラ
- スポルトーレ

## 行政

### 分離集落
モスクーフォには、以下の分離集落（フラツィオーネ）がある。
- Bivio Casone, Casale, Moscufo Scalo, Pischiarano, Selvaiella, Senarica, Valle Pelillo, Villa Sibi